# 萌典
萌典是一部由台灣自由軟體程式設計師唐鳳開發的數位化漢語詞典，是台灣開源社群g0v零時政府的專案之一。作爲一部數位化漢語詞典，萌典除了收錄了十六萬筆的中華民國國語词条之外，還收錄了兩萬筆台灣閩南語、一萬四千筆台灣客家語词条，以及提供了漢語與英語、法語以及德語的對照。網站作者唐鳳將其以創用CC0協議釋放至公有領域。除在線版外，萌典還提供有適用於Windows、macOS和Linux的桌面版， 以及使用於Android和iOS的手機版。

## 資料來源
萌典收錄的词条，來源於一些比較權威的詞典資料庫，而這些詞典資料庫也是採用了創用CC等開放自由的協議。國語是萌典用戶最常查詢的語言，其資料來源自中華民國教育部主編的《教育部重編國語辭典修訂本》。其他語言方面，台灣閩南語的词条來源自《臺灣閩南語常用詞辭典》，臺灣客家語則是來源自《臺灣客家語常用詞辭典》。這些均由中華民國教育部主編，並以創用CC協議授權。
其他的資料如兩岸詞典、筆順、字型、外文對照表等，也是來源於開源的資料庫。

## 特點

### 數位化
數位化是萌典的特點之一。傳統的字典、詞典是紙質的，但是紙質的詞典有一些弊端，如厚重不便於攜帶、紙張容易受潮或撕裂、需要特地購買等。而對詞典進行數位化，是資訊時代的趨勢，諸如牛津高階英語辭典和韋氏高階英語詞典等權威英文詞典已有數位版，並免費供大衆使用。《教育部重編國語辭典修訂本》、《臺灣閩南語常用詞辭典》和《臺灣客家語常用詞辭典》均已有數位版，而萌典在界面及搜尋功能上對它們進行了改進。萌典將三種語言的資料庫整合起來，美化了界面便於閱讀，並改進了搜尋功能，支援萬用字元搜尋，词条釋義中的詞也添加了超連結，使得词条之間能夠交互參照。

### 免費且自由
目前中華民國國語的數位版詞典較少，個別還需要收費。萌典的資料來源主要是中華民國教育部出版的詞典，由於這些詞典使用人數很多，教育部爲了方便民衆便採用了創用CC之類的開放授權條款
。因此，萌典上的內容也是免費的，同時也是開放授權。

### 已經過勘誤
虽然萌典的词条是来源于《教育部重編國語辭典》，但是萌典还参与了「辭典啄木鳥」活动，即对《教育部重編國語辭典》进行中的词条进行考证勘误。「辭典啄木鳥」活动對《教育部重編國語辭典》進行了一個大更新，糾錯多達四千個词条。由五百多位網友組成的萌典團隊在此活動中拿下社會人士組首獎。

### 多平臺
萌典有多個平臺的發行版，除了在線網頁版之外，還有離線版並支援Windows、macOS、Linux、Android和iOS，此外還提供有語音包擴充套件。

## 衍生计划
萌典除了提供國語、臺語、客語的查询外，还有阿美语萌典这一衍生计划，後者目前已上线，也附带有真人发音功能，在语言保护工作这方面也起到了一定的作用。

## 外部連結
- 萌典的官方網站 （页面存档备份，存于）
- 阿美语萌典官方网站 （页面存档备份，存于）
- GitHub上的moedict-webkit頁面
- GitHub上的moedict-data頁面